# توم ليونارد (شاعر)
توم ليونارد (بالإنجليزية: Tom Leonard)‏ هو كاتب وشاعر بريطاني، ولد في 22 أغسطس 1944 في غلاسكو في المملكة المتحدة، وتوفي في 21 ديسمبر 2018.

## وصلات خارجية
- توم ليونارد على موقع ميوزك برينز (الإنجليزية)
- توم ليونارد على موقع أول ميوزيك (الإنجليزية)
- توم ليونارد على موقع ديسكوغز (الإنجليزية)